# サラー・メジュリ
サラー・メジュリ  (Salah Al-Mejri 1986年6月15日 - )は、チュニジアのバスケットボール選手。レアル・マドリード・バロンセスト所属。NBAのダラス・マーベリックスでプレーした経験を持つ。

## 来歴
2006年のチュニジアの国内リーグでプロデビューし、2010年から活躍の場をヨーロッパの地に移す。2012年にリーガACBのオブラドイロCABと契約。2012-13シーズンの同リーグのライジングスター賞を受賞した。2013年7月8日、レアル・マドリード・バロンセストと契約。2014-15シーズンはユーロリーグ、リーガACB、コパ・デル・レイ優勝を経験し、 "三冠王" を達成した。
2015年7月30日、メジュリはNBAのダラス・マーベリックスと契約。マブスは同年夏、デアンドレ・ジョーダンの獲得を試みたものの失敗に終わり、新たなビッグマンの獲得に動いていたところ、メジュリとの契約に至った。これでメジュリは、NBA初のチュニジア出身選手となった。
マーベリックス入り後は、NBAの環境に戸惑い、Dリーグのテキサス・レジェンズでのプレーも経験したが、2016年1月24日のヒューストン・ロケッツ戦でNBA初の先発出場を果たし、10得点11リバウンドのダブル・ダブルを記録。2017年2月1日のフィラデルフィア・76ers戦では、自己最高の17リバウンドを記録した。

## チュニジア代表
2009年にチュニジア代表デビュー。2011年のFIBAアフリカ選手権では、同国代表を優勝に導き、大会MVPに選出。更に同国代表をロンドンオリンピックへと導いたことで、NBAのスカウト陣から注目の存在となる。本大会では代表チームはグループリーグ敗退となったが、メジュリは大会最多の17ブロックショットを決めた。